# Marine Corps Air Station Yuma

i7
i11
i13
Die Marine Corps Air Station Yuma (IATA-Code: YUM, ICAO-Code: KNYL, FAA-LID: NYL)  ist ein Militärflugplatz des United States Marine Corps im Landkreis Yuma County, etwa 3 km südlich von Yuma (Arizona), Vereinigte Staaten.
Einige Ausbildungs- und Radareinheiten der United States Air Force befinden sich ebenfalls auf dem Gelände. Einige Einrichtungen des Yuma International Airport werden gemeinsam mit dem Militär genutzt.

## Geschichte
Das US Marine Corps betrieb ab 1985 in Yuma bis zu vier Harrier-Staffeln, die der Marine Aircraft Group (MAG) 13 unterstellt sind, Teil des 3rd Marine Aircraft Wing.
Die erste AV-8B-Staffel in Yuma war ab 1985 die VMA-211 Wake Island Avengers (Tailcode: CF), es folgten 1987 die VMA-513 Flying Nightmares (WF), 1988 die VMA-311 Tomcats (WL) und 1989 die VMA-214 Black Sheep (WE). Im Hinblick auf den Zulauf der F-35B wurde die VMA-513 im Juli 2013 aufgelöst. Die VMA-214 flog die AV-8B bis 2022 und die VMA-311 bis Anfang 2023.
In den Jahren 2015 bis 2019 wurde die Versuchs- und Beurteilungsstaffel des Marine Corps schrittweise nach Yuma verlegt, wo sie 2016 von VMX-22 in VMX-1 umbenannt wurde.
Die ersten F-35B Lightning II trafen Anfang Mai 2016 bei der VMA-211 in Yuma ein und wenige Tage später gab die Staffel ihre letzten AV-8B ab. Ende Juni 2016 wurde die Staffel in VFMA-211 umbenannt und eineinhalb Jahre später verlegte die VFMA-122 nach Yuma, wo sie seither ebenfalls die F-35B einsetzt. In den 2020er Jahren kamen zwei weitere F-35B Einsatzstaffeln hinzu.

## Heutige Nutzung
Die Basis wird zurzeit (2025) nach wie vor von der Marine Aircraft Group (MAG) 13 genutzt, die dem des 3rd Marine Aircraft Wing unterstellt ist. Sie betreibt vier fliegende Staffeln:
- VFMA-122 The Flying Leathernecks, seit November 2017 ausgerüstet mit F-35B
- VFMA-211 Wake Island Avengers, seit Mai 2016 ausgerüst mit F-35B
- VMFA-214 Black Sheep, seit November 2022 ausgerüstet mit F-35B[3]
- VMFA-242 Bats, seit Juni 2024 ausgerüstet mit F-35B[4]

Hinzu kommt die VMX-1, die Versuchs- und Beurteilungsstaffel mit einem Mix fast aller Luftfahrzeugtypen im Dienst des Corps.